# Землепользование
Землепо́льзование — распоряжение земельной собственностью разными способами; эксплуатация земельных участков личным или чужим трудом.
Способ пользования землёй имеет крупное значение не только в отношении развития сельскохозяйственной экономики в стране, но и в социальном смысле. С одной стороны, сумма продуктов, производимых каждой хозяйственной единицей, имеет тенденцию увеличиваться по мере того, как растёт заинтересованность земледельца в результатах его труда; с другой — от господствующего типа землепользования в стране зависит и распределение в ней доходов от земледелия между разными классами общества.

## Формы землепользования
По формам землепользования различают следующие виды земледельческого хозяйства:
- личное пользование — обработка земли личным трудом,
- рабское хозяйство,
- крепостное хозяйство,
- аренда и половничество,
- наёмный труд, батрачество.

## Историческое землепользование
Земельная собственность была главной формой капитала, дававшего владельцу средства к существованию и политическую власть. Земельным собственником мог быть лишь свободный и полноправный гражданин. В завоёванных странах земельные владения распределялись между высшими военными и гражданскими чинами; земледельческое же население обращалось в рабов или крепостных, обрабатывавших земли на пользу владельцев.

### Феодализм
Феодальные земельные владения:
- Феод — земли, пожалованные сеньором вассалу в наследственное владение на условиях несения вассалом военной, административной или придворной службы в пользу сеньора.
- Аллод — неразделимая и неотчуждаемая собственность большой семьи.
- Фригольд — «свободное владение», наследственное или пожизненное, в средневековой Англии.
- Ординат — форма майората, при которой земельные владения того или иного магната-ордината после его смерти переходили к старшему сыну как неделимое и неотчуждаемое имущество.
- Альменда — в средневековой Западной Европе земельные угодья (пастбища, леса, луга, пустоши, места рыбной ловли) в общем пользовании (неподелённые земли) всех членов одной или нескольких общин.
- Аренда земли:
  - Дольники, Половничество, Издольщина — арендная плата взималась собственником земли долей полученного с неё урожая.
  - Испольщина — разновидность издольщины, при которой арендная плата составляла половину урожая.
  - Сервитут — ограниченное право пользования чужой вещью (в дореволюционной русской правовой терминологии — право участия частного).